# Martin Wittenberg
Martin Wittenberg (* 10. Dezember 1911 in Bochum; † 13. September 2001) war ein deutscher Pfarrer und Theologe evangelisch-lutherischen Bekenntnisses.

## Leben
Nach dem Abitur am Elberfelder Gymnasium im Schuljahr 1929/30 studierte er Evangelische Theologie, Deutsch und Geschichte in Königsberg, Tübingen und Münster. 1937 war er als Pfarrer in Berlin tätig, 1938 in München und 1942 in Linden bei Markt Erlbach. 1943 wurde er zum Militärdienst eingezogen. 1946 war kommissarischer, ab 1947 hauptamtlicher Mitarbeiter am Pastoralkolleg in Neuendettelsau.
Später gehörte Wittenberg zum Gründungskollegium der Augustana-Hochschule in Neuendettelsau. Er war dort von 1947 bis 1973 Professor für Altes Testament und Liturgik. Sein Nachfolger wurde Horst Dietrich Preuß.
1946 bis 1950 leitete Wittenberg gemeinsam mit Friedrich Wilhelm Hopf die Arbeitsgemeinschaft für lutherische Judenmission in Bayern, weiterhin war er Vorsitzender der theologischen Arbeitsgruppe der Arbeitsgemeinschaft sowie Kuratoriumsmitglied des Evangelisch-lutherischen Zentralvereins für Mission unter Israel. In Neuendettelsau gründete er das Collegium Judaicum und war Mitglied des Unterausschusses „Kirche und Judentum“ des Missionsausschusses der VELKD. 
Wittenberg war zeitlebens ein Vertreter des konfessionellen Luthertums und lehnte – im Gegensatz zum Dozentenkollegium der Augustana-Hochschule – die Leuenberger Konkordie (1973) ab. Ebenso kritisch stand er der Frauenordination gegenüber. Er sah sich dem Erbe von Werner Elert, Hermann Sasse und Paul Althaus verpflichtet. Dem entsprach auch sein Engagement in der Evangelisch-Lutherischen Gebetsbruderschaft, wodurch eine enge Freundschaft mit dem ehemaligen Bischof der SELK Jobst Schöne und dem Pastor der Brüdernkirche in Braunschweig Jürgen Diestelmann entstand.

## Publikationen (Auswahl)
- Fragen des geistlichen Amtes im Lichte der Prophetie Jeremias. In: Herrn Landesbischof D. Meiser zum 70. Geburtstag als Gruß dargebracht von der Augustana-Hochschule und dem Nürnberger Predigerseminar. Hrsg. von Georg Merz, München 1951, S. 34–43.
- Gottes Weg mit Israel. Durchblicke, Beobachtungen, Erwägungen.  Neuendettelsau: Freimund. 1953.
- Wilhelm Löhe und die Juden. Neuendettelsau: Freimund. 1954.
- Heilige Überlieferung. Eine Vorlesung und vier Schriftauslegungen. Neuendettelsau 1958.
- Franz Delitzsch (1813–1890). Vier Aufsätze über ihn und Auszüge aus seinen Werken (Handreichung des Evangeliumsdienstes unter Israel durch die evangelisch-lutherische Kirche; Folge 7). Burgsinn – Neuendettelsau 1963.
- mit Ernst Kinder, Joachim Heubach, Jürgen Diestelmann u. a.: Erklärung evangelisch-lutherischer Pastoren zur Frage der Zulassung von Frauen zum geistlichen Amt. 1963.
- Fragmenta. Theologische Brocken. Fürth: Flacius-Verlag 1981.
- Die Wallfahrtspsalmen. Fürth: Flacius-Verlag 1983.
- Wegzeichen im Alten Bunde. Zum Heiligen Mahl Jesu Christi. Walkersbrunn 1983.
- Nicht zu beten? Auslegungen und Erwägungen zu notmachenden Psalmen. Gräfenberg 1984.
- Kirchengemeinschaft und Abendmahlsgemeinschaft, kirchengeschichtlich gesehen. Fürth: Flacius-Verlag 21986.